# Катедрала на Ивреа
„Успение Богородично“ (на италиански: Cattedrale di Santa Maria Assunta), накратко „Катедрала на Ивреа“ (на италиански: Duomo di Ivrea), е римокатолическа катедрална и енорийска църква в град Ивреа, регион Пиемонт, Северна Италия.

## История
Катедралата е посветена на Успение Богородично. Намира се във високата част на града, близо до замъка. Характеризира се с романска крипта, деамбулаторий и камбанарии, барокови сводове и купол, и неокласическа фасада.
Катедралата е построена върху предишна палеохристиянска базилика от края на 4 – нач. на 5 век, времето на учредяване на Иврейската епархия, независима от тази на Верчели. Тази първа църква е била трикорабна базилика с две противоположни апсиди – широко разпространен модел в ранно-християнските църкви. До църквата на югоизток се е намирал разрушен в днешно време баптистерий. В римско време на същото място е имало храм на Аполон.
В началото на 10 век епископът на Ивреа Вармонд Арборийски, следвайки симетрията на палеохристиянската църква, я прави обект на сложно преструктуриране като потвърждение за неговото надмощие над противника му маркграф Ардуин. Трикорабната църква запазва, въпреки многото промени през вековете, многобройни части, датиращи от катедралата на Вармонд, по-специално полукръглата апсида, двойния деамбулаторий и двете високи камбанарии с квадратна форма, типични за романската архитектура.
Под пода на църквата се намира криптата, построена на два етапа. Най-старата част е с полукръгла форма, под апсидата, и има кръстосани сводове, поддържани от тънки колони с пресечни конични капители. Най-новата част датира от 12 – 13 век и е разделена на три нефа със стенописи, има сводове върху колони с капители с растителни или зооморфни мотиви, а тялото им е изградено от вече съществуващи материали. Стенописите в криптата са от различни епохи, някои са късноромански, а други – късноготически. В криптата има древен мраморен саркофаг от римската епоха, принадлежал на квестора Гай Атеций Валерий. Там е имало и три гробници на епископи на Ивреа, понастоящем намиращи се в къснобароковия Параклис на Мадоната в десния катедрален неф.
От 12 до 15 век Катедралата бива украсена с различни картини и скулптури. През 12 век тя коренно променя външния си вид, който се доближава до това, което виждаме и през 21 век. Презвитерият е преместен в западния край на нефа и е разширена криптата под него; бива построена фасада с портал за достъп от източната страна; възстановена е горната част на двете камбанарии, срутена при земетресение през 1117 г. Нефовете са реконструирани чрез цилиндрични тухлени стълбове и е построен плосък трансепт.
През 13 – 14 век са налице редица промени с цел модернизацията и развитието на украсата, за което свидетелстват стенописите вътре в криптата, по стълбата за достъп до деамбулатория и в самия него. По нареждане на епископ Джовани ди Парела през 1464 г. е построена сакристията в южната страна на църквата, както и дървени кресла за презвитерия с богата дърворезба, част от които се намират в Градския музей на древното изкуство в Торино. Сакристията е разширена през 1844 г. по проект на Иняцио Джирели и в нея се намират две картини на Дефенденте Ферари.
През 16 век са построени параклисите по протежение на нефовете, а през 1516 г. при епископ Бонифаций Фереро е построена новата фасада с портик в стил Браманте, която заменя романската.
През 18 век са направени най-големите промени във вътрешния облик на Катедралата. През 1761 г. епископ Виторио де Вила нарежда преместването на мощите на патрона на града – Свети Савин от главния олтар, заменен със сегашния, в новопостроения параклис на Пресветото причастие. През 1780 г. стените на параклиса са декорирани със стенописите на Карло Франческо Когроси, изобразяващи живота на светеца. Срещу него е построен Параклисът на Светото разпятие, поръчан от епископ Отавио Покетини, който през 1786 г. се обръща към архитекта Джузепе Мартинес (Giuseppe Martinez) с молбата да придаде стилистична хомогенност на интериора и по-специално – на нефовете. Мартинес преобразува сградата в късен бароков стил. Той трансформира подкуполния тамбур от външната страна и го скрива от вътрешната, събаря напречните сводове на страничните нефове и ги заменя с полусферични, и преправя фасадата.
През 1854 г., по нареждане на епископ Луиджи Морено, Катедралата е разширена на изток, а фасадата с портик е заменена от сегашната неокласическа фасада. Работата е поверена на торинския архитект и инженер Гаетано Бертолоти (Gaetano Bertolotti), който се вдъхновява от паладианския стил на фасадата на църквата Сан Джорджо Маджоре във Венеция. Фасадата се характеризира с четири големи мраморни колони, поддържащи триъгълен фронтон със статуи, изваяни от Джузепе Ардженти (Giuseppe Argenti), изобразяващи Св. Петър и Св. Павел, епископите Евлоги и Гауденций, Благовещение и Светото семейство, Свети Бес и Света Джулиана от Ивреа, Гулиелмо от Волпиано и блажения Анджело Карлети, Мадоната с ангелите. Новият проект е осветен на 8 декември 1854 г. в деня на провъзгласяването на догмата за Непорочното зачатие на Дева Мария, което е и ясно послание за потвърждаване на култа към Светата Дева и този към светиите от Канавезе, желано от епископа. По същото време са построени и други странични параклиси, а отстрани на десния неф – малък баптистерий, разширен през 1910 г., проектиран от инженер Камило Боджо (Camillo Boggio) по инициатива на епископ Матео Филипело.

## Художествени творби
Запазени са два вида творби в зависимост от различните етапи на преструктуриране на сградата. Първият обхваща останките от романската катедрала и стенописите от 13 – 15 век, фрагменти от които са запазени и до днес, а вторият се вижда в бароковите кораби и параклиси, богати на олтари, картини и реликви.

### Криптата и фреските в нея
До криптата се стига от левия кораб на нивото на презвитерия. Над входа, между две големи тухлени колони от времето на епископ Вармонд, се намира стенопис от 15 век, изобразяващ Мадона деле Грацие, Свети епископ и Свети Бернар от Мантон: епископът представя вярващите на Богородица, а Младенецът е протегнал ръчички към тях; Свети Бернар е в августинско расо и държи, според обичайната иконография, демон на каишка.
Слизайки в криптата се забелязва разлика между зоната под презвитерия от 12 век и най-старата зона от края на 10 – нач. на 11 век, разположена под пространството на хора и деамбулаторий.
Втората, по-стара зона е наречена „Изповедалня на Свети Бес“ и има сводове, поддържани от стълбове и колони с различни форми. В центъра ѝ се намира красив римски саркофаг от втората половина на 1 век, принадлежал на квестора Кай Атеций Валерий (Caius Atecius Valerius). Той е много добре запазен, тъй като е съхраняван там около осем века като мощехранителница на Свети Бес по молба на крал Ардуин през 10 век чак до 1700 г. Зоната е разделен на три малки нефа с кръстосани сводове, поддържани от два реда колони с изящни капители, украсени с различни растителни мотиви, които напомнят на намиращия се близо до катедралата Клоатър на духовниците.
В криптата са запазени доста стенописи. Най-старият, датиращ от около 13 век, изобразява Мадоната с Младенеца, напомняща за Византийската иконография, разположена между свети епископ (Вармонд?) и свети монах. В източния край на криптата има стенопис, изобразяващ Свети Гауденций с ведро изражение. От двете страни на подпорния стълб на южната камбанария са изобразени две фигури на светци воини с броня и знаци, вероятно принадлежащи към Ордена на Свети Маврикий. На южната апсида на криптата се намира и стенопис, приписван на Джакомино от Ивреа (Giacomino da Ivrea), изобразяващ Мадоната с Младенеца между свети Христофор и свети Антоний Велики.

### Фрески извън криптата
На стълбището към деамбулатория има стенопис на неизвестен художник от втората половина на 15 век, изобразяващ Чудото на възкресение, дело на блажения Петър Люксембургски, покровител на Авиньон, разпознаваем по герба върху урната и изобразен в дрехите на кардинал, докато ангел поставя на главата му прелатска шапка.
В зоната на деамбулатория, на стената на апсидата, са вградени колони и капители (вероятно произхождащи от древния римски храм), използвани при изграждането на църквата от края на 4 – нач. на 5 век. Сред тях има и вградена каменна плоча от онова време с надпис на латински Condit hoc Domino praesul Warmundus ab imo (Този [храм] Божи се построи из основи от архиепископ Вармонд).
По стените на деамбулатория се намират редица стенописи, сред които фигурата на светец върху подпорния стълб на южната камбанария, показващ елегантно облечен млад мъж с гъста коса, който държи в ръка палмата на мъченичеството. Фреската се приписва на Маестро ди Оропа, художник от нач. на 14 век. Тук влизат и фигурата на Христос Пантократор, заобиколена от символите на евангелистите, фрагментите от Страшния съд, Поклонението на влъхвите и в долната част на една от арките – внушителни фантастични чудовища, типични за средновековните бестиариуми.

### Къснобарокова църква
С влизането в Катедралата на Ивреа веднага се забелязват късните барокови структури от края на 18 век по поръчка на епископ Отавио Покетини: щукатури и декорациите по стените и сводовете, елипсовидният купол, скриващ тамбура, високите, стигащи до корниза подпорни стълбове, арките на нефовете, поддържани от двойки колони и стълбове с коринтски капители. В централния неф погледът пада на презвитерия с богатия му мраморен олтар, построен по нареждане на епископ Виторио Де Вила в средата на 18 век. Отвъд олтара се намира хорът, със седалки, изрисувани от Карло Франческо Когроси.
В десния неф се намират:
- Бившият баптистерий;
- Параклисът на Мадоната с гробовете на епископите на Ивреа;
- Параклисът на Свети Йоан Кръстител;
- Олтарът на Разпятието с олтарната картина - дело на Карло Франческо Когроси;
- Параклисът на Блажения Вармонд с урната с мощите му, над която има олтарен образ на епископа, обърнат към възнеслата се на небето Богородица, и на ангел с митрата му;
- Възпоменателната плоча на героя от войната Хектор Перон ди Сан Мартино (Ettore Perrone), родом от Ивреа и последният мирянин, погребан в Катедралата през 1849 г.

В левия неф се намират:
- Параклисът на Свети Себастиан, под чийто олтар се намират останките на блажения Тадей Макарти, ирландски епископ, починал в Ивреа,
- Параклисът на Свети Бес, мъченик от Тиванския легион и един от покровителите на град Ивреа и картина от нач. на 20век, изобразяваща мъченическата му смърт от скала във Вал Соана;

- Параклисът на Пресветото тайнство, построен между 1761 и 1763 г., до който се достига през елегантна мраморна балюстрада. Това е най-големият и най-важен параклис в Катедралата, в който се съхраняват мощите на Свети Савин, главният покровител на Ивреа. Над олтара има картина от Клаудио Франческо Бомон – пиемонтски художник, работил в двора на Карл Емануил III Савойски, изобразяваща Светеца, коленичил пред Мадоната и Младенеца, тиванските мъченици Бес и Тегол отстрани на него, а отдолу няколко малки ангела развиват Светия Покров. Декорацията на параклиса е обогатена от монохромните картини на Карло Когроси. Негов е и красивият стенопис на лявата стена с мъченичеството на Свети Савин.

### Други творби
- Две важни картини на Дефенденте Ферари, пиемонтски ренесансов творец:
  - Първата е озаглавена „Преклонението на блажения Вармонд и дарител“ (1521 г.) и се намира в сакристията. Творбата е направена специално за олтара на Блажения Вармонд Арборийски по поръчка на свещеник от рода на маркизите Понцоне ди Адзельо. На фона на изображението се виждат елегантни ренесансови архитектурни конструкции. На преден план са изобразени Мадоната, коленичила в поклонение пред Младенеца, поставен върху олтар, а св. Йосиф внимателно го придържа нагоре. До тях, застанал вдясно, е епископ Вармонд с пастирски жезъл, митра на главата и богато украсен в зелено плащ. Лявата му ръка е върху рамото на богато облечения и коленичил дарител.[2]
  - Втората картина, на име „Поклонение пред Младенеца на света Клара от Асизи и кларисинките“, се съхранява в Капитолната зала, съседна на сакристията. Платното първоначално се е намирало в манастира Света Клара (Monastero di Santa Chiara) в Ивреа, разпуснат през 1802 г. На изобразената сцена се вижда коленичилата в молитва Мадона, а Младенецът лежи на ръба на наметалото ѝ. Около тях са събрани свети Йосиф и няколко малки ангелчета. Отдясно стои Света Клара, държаща готическа утвар, а до нея е набожно коленичила игуменка. Зад двете са изобразени монахините на манастира на Света Клара. Гербът долу вляво позволява да се установи поръчителят на картината, изобразен на нея – игуменката Киара Канис ди Алие от рода на графовете на Кастеламонте.[3]

- Органът на Катедралата е ценен инструмент на Ломбардската школа от 19 век и един от най-важните исторически органи на региона. Построен е през 1857 г. от известния строител на органи от Бергамо Феличе Боси (Felice Bossi) след разширяването на църквата и преместването на фасадата. Сред най-ценните елементи са 2785 метални тръби, изцяло от калай, и наличието на рядък органов регистър (Принципал 32' на мануал I, макар и в реална теситура от втора октава). Органът е разположен на контрафасадата, в богато украсена дървена рамка с фризове и позлата.